# كوريا للطيران الرحلة 902
تعرضت طائرة الخطوط الجوية الكورية 902 لهجوم صاروخي بتاريخ 20 أبريل 1978م من قبل طائرة سوخوي سو-17 التابعة لسلاح الجو السوفيتي، وذلك بعد أن دخلت طائرة الركاب الكورية الأجواء السوفيتية المحظورة، وتسبب الحادث بمقتل شخصين ونجاة 107 آخرين بمن فيهم طاقم الطائرة.

## وصلات خارجية
- Report on Aviation Safety Network
- Black-and-white photographs of the KAL Boeing 707 wreckage
- KAL 902 fails to appear on time, in لغة روسية (English translation)